# François Weigel
François Weigel (né en 1964) est un pianiste, compositeur et chef d'orchestre français.

## Biographie
François Weigel commence le piano à quatre ans avec une ancienne élève d'Alfred Cortot à Trèves, en Allemagne où il passe son enfance. À douze ans, il joue de l'orgue et des concertos avec orchestre et dirige un chœur qui exécute ses œuvres. À quinze ans, il entre sur concours en 1979 avec une dérogation spéciale à la Musikhochschule de Cologne pour y étudier la composition. Il est admis l'année suivante dans la classe d'Yvonne Loriod au Conservatoire national supérieur de musique de Paris où il obtient plusieurs premiers prix en piano, musique de chambre, analyse et orchestration (tout en passant le baccalauréat en candidat libre). Il se perfectionne par la suite avec Alexis Weissenberg, puis en direction d'orchestre à l'École normale de musique de Paris et à la Musikochschule de Vienne. 
Lors d'un premier récital à Paris en 1989 à la Salle Gaveau, il est remarqué par l'imprésario Michel Glotz qui le fait entrer le lendemain du concert dans son agence à Paris. Issu d'une famille d'imprimeurs en Alsace, marié et père de cinq enfants, il est le neveu du député et ministre français Gabriel Kaspereit.

## Carrière soliste
Il a donné des récitals dans les Philharmonie de Berlin, Philharmonie de Hamburg, Beethovenhalle de Bonn, Philharmonie de Saint-Pétersbourg, Philharmonie de Varsovie, à Vienne, Salzburg, Graz, Klagenfurt, Eisenstadt, à Bruxelles, Genève, Oslo, Bergen, Stavanger, Tallinn, Riga, Katowice, Belgrade, Ljubljana, Naples, Vérone, une vingtaine de récitals à Paris Salle Gaveau (où il a interprété l'intégrale des Rhapsodies Hongroises de Liszt, l'intégrale des Études de Chopin, l'intégrale des Suites de Bach), au Théâtre du Châtelet, à la Salle Pleyel, Musée d'Orsay, Musée du Louvre (concerts diffusés sur Radio Classique), une dizaine de récitals au Théâtre impérial de Compiègne, dans les festivals internationaux de Stresa, Ravello, Buenos Aires, Mexico (salle Nezahualcoyotl), Évian (Escales Musicales dans la Grange au lac), Festival de La Roque d'Anthéron, Festival de Radio France Montpellier (concerts diffusés sur France Musique). Les Flâneries musicales de Reims (auxquelles il participe pendant plus de quinze ans : il jouera 33 programmes différents sur cette période) sont le départ d'une longue collaboration avec le producteur et impresario français Hervé Corre de Valmalète.
Il a été l’invité soliste de l'Orchestre philharmonique de Hambourg, l'Orchestre de la Suisse romande, l'Orchestre philharmonique de Radio France, l'Orchestre national de Lille, l'Orchestre national d'Île-de-France, l'Orchestre national de Lorraine, l'Opéra Orchestre national Montpellier Languedoc-Roussillon, le Nouvel Orchestre de Saint-Étienne, l'Orchestre symphonique de Mulhouse, l'Orchestre philharmonique national de Mexico, l'Orchestre de la radio nationale serbe, l'Orchestre philharmonique de Belgrade, l'Orchestre philharmonique de Sofia, L'Orchestre Symphonique du Caire, l'Orchestre symphonique national estonien, l'Orchestre philharmonique de Saint-Pétersbourg, la Philharmonie des Nations, l'Orchestre symphonique national de la radio polonaise, l'Orchestre philharmonique de Varsovie.
François Weigel a collaboré avec les chefs d'orchestre Nicolai Alexeev, Gisele Ben-Dor, Roger Boutry, Peter Burian, Enrique Diemecke, Ahmed El Saedi, Patrick Fournillier, Marek Janowski, Daniel Klajner, Jacques Mercier, Ingo Metzmacher, Jiří Mikula, Marc Piollet, Paul Polivnick, Victor Pühl, Carlos Miguel Prieto, Pinchas Steinberg, Emil Tabakov, Antoni Wit. 
Il a été nommé Professeur à l'École normale de musique de Paris en 2024.

## Direction d'orchestre
Il a dirigé l'Orchestre de chambre de Bratislava, l'Orchestre de chambre de Lituanie, l'Orchestre symphonique de Bilkent, l'Orchestre de Chambre de Zagreb pour lequel il a transcrit les œuvres concertantes de Franz Liszt pour piano et orchestre à cordes. Il a fondé le Romantic Chamber Orchestra, un orchestre à cordes avec piano, spécialisé dans un répertoire viennois composé de rhapsodies hongroises et de csárdás. On peut compter à son actif la transcription, l'adaptation et la traduction de plus d'une centaine d'œuvres à caractère pédagogique pour les concerts de chœur et d'orchestre à destination des élèves de lycée.  Il a été chef de chant des chœurs de l'Opéra de Paris pour les productions de Saint François d'Assise d'Olivier Messiaen, d’Adriana Mater de Kaija Saariaho, ainsi que dans le grand répertoire allemand : Wozzeck d'Alban Berg, Tannhäuser de Richard Wagner, Die Frau ohne Schatten de Richard Strauss.

## Musique de chambre
Il a eu pour partenaire de musique de chambre le Belvedere Trio (de l'Orchestre philharmonique de Vienne), le Quatuor Amarcord (de la Philharmonie de Berlin), le Quatuor Manfred (premier prix des concours internationaux de quatuor à cordes de Banff et d'Evian), le Quatuor Bernède (formation qui a enregistré avec Samson François), les violonistes James Ehnes, Shunsuke Sato, Sacha Rojdestvenski, les altistes Toby Hoffman, Vladimir Mendelssohn (membre du Quatuor Enesco), les violoncellistes Jean Ferry(membre de l'Orchestre de l'Opéra national de Paris), Robert Nagy(membre de l'Orchestre philharmonique de Vienne), l'interprète d'instruments rares Thomas Bloch, les clarinettistes Jean-Marc Fessard, Pierre Génisson, Florent Héau, le pianiste américain Frederic Chiu, le pianiste de jazz Pierre de Bethmann en duo d'improvisations. 
Il fonde en 1993 avec le violoniste Jacques Saint-Yves le Quatuor Strauss qui se produit au Théâtre du Châtelet et à Radio-France. Dans le cadre de la politique du mécénat du CIC, Renaud Capuçon lui demande de parrainer un jeune quatuor à cordes composé d'étudiants du CNSM de Paris pour le Festival de Pâques d'Aix en Provence.

## Accompagnement lyrique
Des chanteurs d'opéra ont fait appel à lui pour les accompagner en récital au piano ou avec orchestre : Julie Fuchs, Katarina Jovanović (Opéra de Toulon, Opéra de Nice, Opéra de Marseille), Magali Léger (Flâneries de Reims), Nathalie Manfrino (Palais des Congrès de Dijon), Inva Mula (Opéra de Paris, Salle Gaveau, France Inter), Elena Vink (France Musique), Albane Carrère (France Télévisions), Delphine Haidan (Opéra de Lille), Mary-Jane Johnson (France Musique), Sophie Koch (Flâneries de Reims), Clémentine Margaine, Mariam Sarkissian (Opéra de Nice), Anna Steiger (Festival de Peralada), Qiulin Zhang (Opéra de Tours), Kevin Amiel (Palais des Congrès de Marseille), Laurence Dale (France Musique, Opéra de Marseille, Opéra de Montpellier, Festival de Buenos Aires), Philippe Do (Opéra de Toulon, Opéra de Nice, Opéra de Marseille), Julien Dran (Palais des Congrès de Marseille), Mark Milhofer (Opéra de Nice), Valery Serkin (Fondation Vuitton), Christian Helmer, Jean-Philippe Courtis (Théâtre Impérial de Compiègne), Thomas Bettinger (Palais des Congrès de Dijon), Alexandre Duhamel, Manfred Hemm (France Musique), André Heyboer (Opéra de Toulon), Richard Rittelmann, Marc Scoffoni (Opéra de Lille), Martin Snell (Antenne 2), Florian Sempey (Opéra de Nice), Ferruccio Furlanetto (Stresa International Festival).
En 2010 le président-directeur-général de France Télévisions, Patrick de Carolis, fait appel à lui lors du tournage du Grand Tour avec Ruggero Raimondi. C'est le départ d'une longue collaboration avec le chanteur de renommée internationale (Salle Gaveau, Opéra de Monaco, Radio Classique, France Télévisions).

## Enregistrements et Radiodiffusions
De nombreux récitals ont été diffusés en direct sur France Musique (Festival de La Roque-d'Anthéron, Opéra d'Avignon, Festival de Radio France-Montpellier, Maison de la Radio), sur Radio Classique (auditorium du Musée du Louvre, auditorium du Musée d'Orsay), Radio suisse romande au (Victoria Hall à Genève).
Son enregistrement de la Turangalîla-Symphonie d'Olivier Messiaen avec l'Orchestre symphonique national de la radio polonaise (pour le label Naxos) a été diffusé à plusieurs reprises par les radios nationales comme la Deutsche Rundfunk, la Deutsche Welle, Polskie Radio, Radio France.
Il collaboré avec le journaliste et écrivain Alain Duault dans la présentation à l'opéra des documentaires Sur les pas des grands compositeurs, et des Promenades musicales dans les capitales européennes pour une cinquantaine de concerts.
Il a participé à plusieurs émissions radio et de télévision : Le Fou du roi avec Stéphane Bern, Carrefour de Lodéon avec Frédéric Lodéon sur France Inter, Fauteuils d'Orchestre avec Anne Sinclair, Le Grand Tour avec Patrick de Carolis sur France 3, Le monde est à vous avec Jacques Martin sur Antenne 2, le journal de TF1 avec Patrick Poivre d'Arvor.

## Prix et distinctions
François Weigel est lauréat de la Fondation Yehudi Menuhin, de la Fondation Yves Saint Laurent, de la Fondation Philip Morris. Nommé dans l'Ordre des Palmes académiques pour son action musicale auprès des lycées français, il est membre de jury des concours internationaux de la Fondation Martha Argerich, du concours national Claude Kahn et de l'École normale de musique de Paris.
- 1992 : Lauréat de la Fondation Yehudi Menuhin
- 2002 : Midem Classical Music Award[74]
- 2006 : Chevalier dans l'Ordre des Palmes académiques
- 2020 : Officier dans l'Ordre des Palmes académiques[75]

## Citations
- « A splendid soloist, as tecnically secure and musically as any. An incredible delight. »

BBC Music Magazine, décembre 2000
- « Un jeu de velours, une sensibilité à fleur de peau, le toucher de l’âme… »

Ouest-France, 12/11/1999
- « François Weigel à Gaveau : un merveilleux artiste complet, à la fois pianiste, compositeur et chef d'orchestre. Irrésistible. »

Le Figaro, 23/01/2008

## Discographie
- Messiaen Turangalîla-Symphonie (Orchestre National de la Radio de Pologne) Naxos[76] 8.554478-79NRS
- Naxos Classical Heat 2002 (Naxos 8.520102 - 0730099121026)[77]
- Hans Werner Henze : Bande originale du film Un Amour de Swann[78] (Label Mila - A 240)

## Films et Théâtre
- Un amour de Swann, film de Volker Schlöndorff en 1984[79], avec Ornella Muti, Jeremy Irons, Alain Delon, Fanny Ardant, Marie-Christine Barrault, Roland Topor, Jean-François Balmer.
- Musique du film d'Olivier Meyrou sur le monde des malentendants.
- Les Oiseaux d'Aristophane au Théâtre du Rond-Point avec Jean-Louis Barrault en 1984. Musique de Georges Auric.
- Hommage à Robert Badinter[80] (Les briques rouges de Varsovie)[81] au Mémorial de la Shoah, avec Charles Berling.